# Список футбольних стадіонів Кіпру
Нижче наведено список футбольних стадіонів на Кіпрі, упорядкованих за місткістю. Стадіони, виділені жирним шрифтом, входять до Першого дивізіону Кіпру сезону 2022–23.

## Діючі стадіони
| #  | Зображення | Стадіон                       | Ємність | Місцезнаходження | Район     | Домашня команда                                                               | Відкрито | Примітки                 |
| -- | ---------- | ----------------------------- | ------- | ---------------- | --------- | ----------------------------------------------------------------------------- | -------- | ------------------------ |
| 1  |            | ГСП                           | 22 859  | Строволос        | Нікосія   | АПОЕЛ і Омонія                                                                | 1999 рік | Стадіон 4 категорії УЄФА |
| 2  |            | Стадіон Макаріо               | 15 590  | Енгомі           | Нікосія   | Дігеніс Акрітас Морфу, Етнікос Ассіа, Іракліс Геролакку та Олімпіакос Нікосія | 1978 рік |                          |
| 3  |            | Циріон                        | 13,331  | Лімасол          | Лімасол   | Карміотісса Полемідіон                                                        | 1975 рік |                          |
| 4  |            | Стадіон GSZ                   | 13 032  | Ларнака          | Ларнака   | АСІЛ                                                                          | 1983 рік |                          |
| 5  |            | Альфамега                     | 10 700  | Колоссі          | Лімасол   | AEL, Аполлон і Аріс                                                           | 2022 рік | Стадіон 4 категорії УЄФА |
| 6  |            | Стадіон Антоніса Пападопулоса | 10 230  | Ларнака          | Ларнака   | Анортоз                                                                       | 1986 рік | Стадіон 3 категорії УЄФА |
| 7  |            | Стадіон Стеліос Кіріакідес    | 9,394   | Пафос            | Пафос     | Акрітас Хлоракас і ФК Пафос                                                   | 1985 рік |                          |
| 8  |            | АЕК Арена                     | 8,058   | Ларнака          | Ларнака   | АЕК Ларнака                                                                   | 2016 рік | Стадіон 4 категорії УЄФА |
| 9  |            | Стадіон Тасос Марку           | 5800    | Паралімні        | Фамагуста | Енозіс Неон Паралімні                                                         | 1996 рік |                          |
| 10 |            | Амахостос                     | 5500    | Ларнака          | Ларнака   | Неа Саламін Фамагуста                                                         | 1992 рік |                          |
| 11 |            | Стадіон Дасакі                | 5,422   | Ачна             | Фамагуста | Етнікос Ахна, П. О. Ксилотімбу 2006                                           | 1976 рік |                          |
| 12 |            | Муніципальний стадіон Пейя    | 3,828   | Пегея            | Пафос     | Пейя 2014                                                                     |          |                          |
| 13 |            | Стадіон Катокопія             | 3500    | Перістерона      | Нікосія   | Докса Катокопіас                                                              | 1978 рік |                          |